# Parapenthes varimaculatus
Parapenthes varimaculatus là một loài bọ cánh cứng trong họ Elateridae. Loài này được Jiang in Jiang & Wang miêu tả khoa học năm 1999.